# Goldmania
Goldmania es un género de aves apodiformes de la familia Trochilidae —los colibríes— que agrupa apenas a dos especies nativas de  América Central y del Sur, cuyas pequeñas áreas de distribución se encuentran entre el centro de Panamá y el extremo noroeste de Colombia. El género era monotípico hasta que una especie anteriormente en el género también monotípico Goethalsia fue transferida al presente como resultados de estudios  filogenéticos. A sus miembros se les conoce por el nombre común de colibríes.

## Características
Los colibríes de este género son pequeños, miden entre 8,5 y 9,5 cm de longitud. De picos negros, cortos y rectos, alas negras. Los machos son predominantemente verde iridiscentes y las hembras tienen las partes inferiores blanco grisáceas o rufas.

## Sistemática
El género Goldmania fue propuesto por el ornitólogo estadounidense Edward William Nelson en 1911; la especie tipo originalmente designada por monotipia es Goldmania violiceps.

### Etimología
El nombre genérico femenino «Goldmania» conmemora al zoólogo y recolector estadounidense Edward Alphonso Goldman (1873–1944).

### Taxonomía
El presente género era monotípico, hasta que los estudios filogenéticos de McGuire et al. (2014) descubrieron que la especie Goethalsia bella, también situada en un género monotípico Goethalsia era hermana de G. violiceps. Sobre esta base, y como Goldmania tiene prioridad, fue sugerida su transferencia para el presente género, lo que fue reconocido por el Comité de Clasificación de Sudamérica (SACC) en la Propuesta No 780, y adoptado por las principales clasificaciones.

## Lista de especies
Según las clasificaciones del Congreso Ornitológico Internacional (IOC) y Clements Checklist/eBird, el género agrupa a las siguientes especies con el respectivo nombre popular de acuerdo con la Sociedad Española de Ornitología (SEO):
| Imagen | Nombre científico   | Autor        | Nombre común       | Estado de conservación | Distribución |
| ------ | ------------------- | ------------ | ------------------ | ---------------------- | ------------ |
|        | Goldmania violiceps | Nelson, 1911 | colibrí de Goldman | NT                     |              |
|        | Goldmania bella     | Nelson, 1912 | colibrí del Pirre  | NT                     |              |